# Lipka (Zajezierze)
Lipka (dawniej: niem. Lindenkrug) – nieoficjalny przysiółek wsi Zajezierze w Polsce położona w województwie pomorskim, w powiecie sztumskim, w gminie Sztum.
W latach 1975–1998 miejscowość należała administracyjnie do województwa elbląskiego.